# クリアストーン
クリアストーンは、東京都新宿区に本社を置く、コスチュームやパーティーグッズを専門に企画・製造・卸売する会社である。

## 概要
- 2004年3月設立。
- 主にパーティーなどで使われるコスチュームや関連のグッズ製品の企画・製造・卸を中心に行っており、ハロウィーンやクリスマスのシーズンにはその関連商品も多数取り扱う。
- これらは大手量販店、バラエティーショップなどのパーティーグッズコーナーなどに多数納入し、販売されている。
- ブランドとして「Good Luck」、「トキメキグラフィティ」、「Lunatic Lemony Lollipop」、「TeensEver」がある。
- オリジナル商品の他、でんぱ組.incやAMOなどアーティストコラボを積極的に行っている。
- 2015年3月よりPRユニット「LADYBABY」を結成。

## 取り扱うコスチューム
- パーティー衣装
- ステージ衣装
- 宴会・お笑い衣装
- メイド服衣装
- ハロウィーン衣装
- クリスマス衣装
- ベビードール
- なんちゃって制服
- 光るパーティー衣装

## モデル・イメージキャラクター
- 小倉優子 （2008年まで。）
- スザンヌ （2008年から。クリアストーンのコスプレグッズのメインモデル）
- でんぱ組.inc （2013年から。コスプレ衣装・グッズ「トキメキグラフィティ」シリーズのメインモデル）（写真集「DEMPA MODELS X100 COSPLAY」のメインモデル）
- AMO (モデル) （2013年から。ファッション×コスプレ衣装「Lunatic Lemony Lollipop」のプロデューサーとして契約）
- 黄帝心仙人 （2014年から。キッズダンス衣装「Step by TeensEver」シリーズのメインモデル）
- #グラドル自画撮り部 （2015年から。コスプレ衣装・グッズ「sherrys Closet」シリーズのメインモデル）（写真集「#コスプレ自画撮り部」のメインモデル）
- mimmam （2015年から。コスプレ衣装「ネオグラフィックセーラー」シリーズのメインモデル）
- CYBERJAPAN （2015年から。クラブ向けコスプレ衣装「CYBERJAPAN PREMIUM」シリーズのメインモデル）
- バンドじゃないもん （2015年から。ハロウィン向けコスプレ衣装「Trick or Sweet」のメインモデル）
- TEMPURA KIDZ （2015年から。光るパーティー衣装「ELECTRIC EX」のメインモデル）